# رمال أولشكي

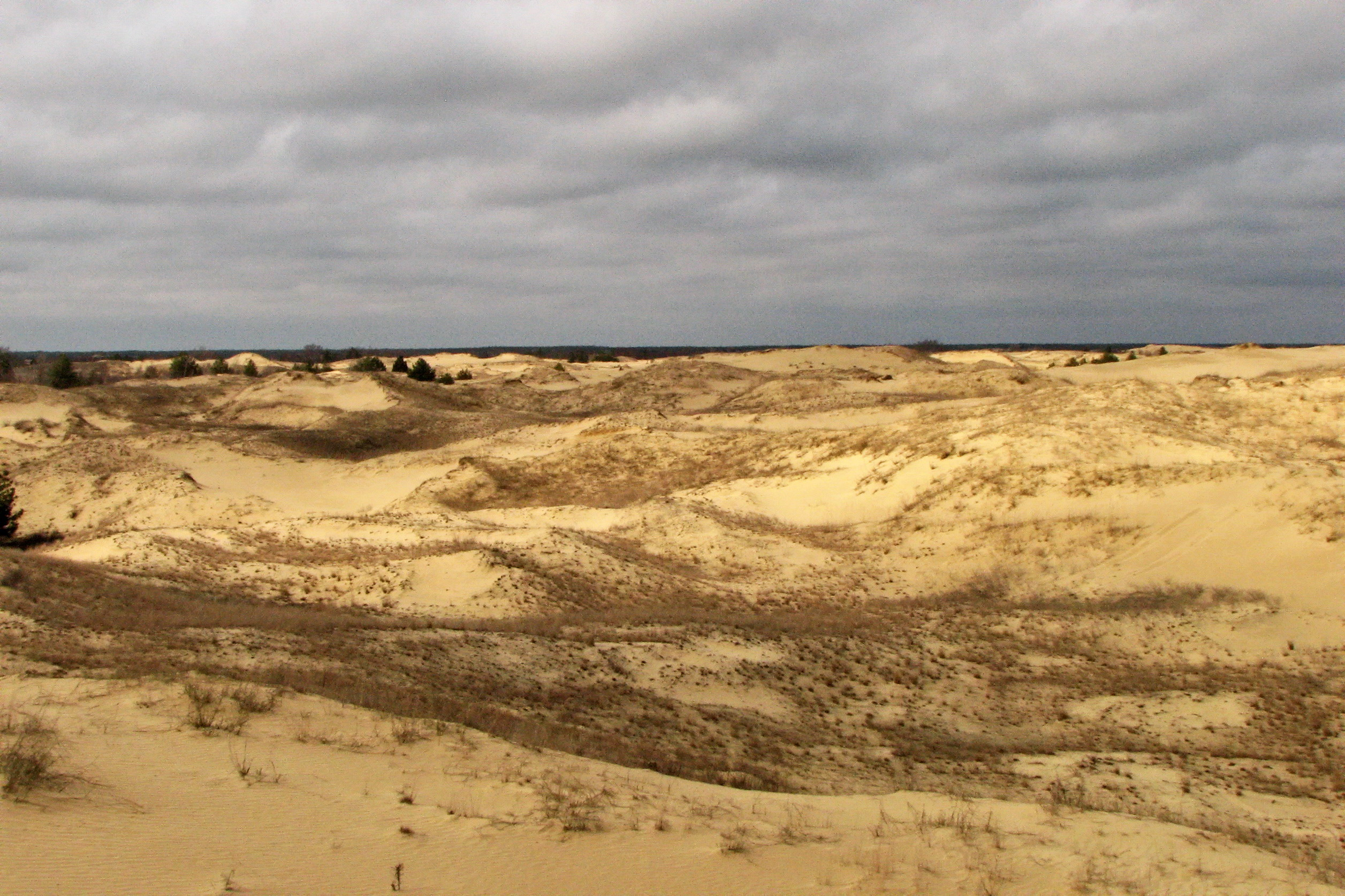
منتصف رمال اولسكي فصل الربيع

رمال اولسكي (بالإنجليزية:Oleshky Sands) هي أكبر امتداد من الرمال في أوكرانيا، وهي تقع داخل الساحل الأوكراني على البحر الأسود، وتتألف في معظمها من كثبان رملية، والتي يصل ارتفاعها إلى خمسة امتار، ويمكن رؤية بعض الخضرة على الرمال.

## جغرافية الرمال
تقع رمال اولسكي في منطقة تسيروبيسكس في خيرسون أوبلاست، على بعد 30 كيلومترا (حوالي 20 ميل) إلى الشرق من خيرسون، أقرب مستوطنة مأهولة بالسكان تقع على مسافة سبعة كيلومترات (4.5 ميل) من الرمال، في الحقبة السوفيتية كانت تستخدم الرمال كمكان لقصف الطيران من قبل قوات التحالف، حتى يومنا هذا هناك احتمال العثور على بعض الذخائر غير المنفجرة.

## بيئة الرمال
بالاعتماد على درجة الحرارة وكمية الأمطار في هذه الرمال، فانه في بعض الأحيان يتم وصفها بأنها شبه صحراء، يبلغ نصف قطر رمال اولسكي 15 كيلومترا (10 أميال)، محاصره من قبل غابة كثيفة جدا زرعت لمنع الكثبان الرملية المتحركة، شدة العواصف الرملية في الرمال ضعيفة إلى حد ما، رمال اولسكي يبلغ عمقها 300-400 م (1000 قدم) مع وجود بحيرة تحت الأرض، التي تشكل جزءا أساسيا من البيئة المحلية.